# 加加爾人
加加爾人（希臘語：Γαργαρείς）是希臘神話中一個純男性部落，每年定期與亞馬遜人交合以延續後代。亞馬遜人在孩子出生后將男孩交由加加爾人撫養，女孩則留在亞馬遜部落。
某些歷史學家認為車臣人和英古什人的祖先就是加加爾人， 不然其之間亦必有一定的聯繫。
斯特拉波在其著作中寫到：“...亞馬遜人與加加爾人居住地並不相隔很遠，就在高加索山脈北部前陸”。老普林尼也認為加加爾人居於高加索山脈北部，但所用稱呼與斯特拉博不同。 斯特拉博還提到這個部落是從小亞細亞東部移居到此地的。